# Alejandro Lago
Pour les articles homonymes, voir Lago.
Eduardo Alejandro Lago Correa, appelé Alejandro Lago, est footballeur international uruguayen né le 28 juin 1979 à Montevideo. Il évolue au poste de défenseur central avec les Montevideo Wanderers depuis 2012.
Il a joué auparavant au Centro Atlético Fénix et au Club Atlético Peñarol, dans le championnat uruguayen.
Il a été sélectionné 15 fois avec l'équipe d'Uruguay de football sans marquer de but, entre 2003 et 2005.

## Palmarès

### En club
CA Peñarol
- Vainqueur du Championnat d'Uruguay (1) : 2003 (C)

 Rosenborg BK
- Vainqueur du Championnat de Norvège (2) : 2009, 2010

### En sélection
Uruguay
- 3e de la Copa América 2004